# Stichomantie
Die Stichomantie oder Bibliomantie (auch Bibliomantik) ist eine Form der Wahrsagung mittels Texten. Oft werden dafür Werke benutzt, die als heilig oder jedenfalls besonders bedeutend gelten, etwa die Ilias, die Bibel oder das I Ging. Im Iran ist hierfür das Werk des Dichters Hafis sehr populär.
Der Wahrsager formuliert eine Frage, die er nicht selbst beantworten kann. Dann wählt er eines der genannten Bücher oder ein beliebiges anderes, schlägt es auf oder sticht mit einem spitzen Gegenstand irgendwo intuitiv in eine Buchseite und deutet die Textstelle an dieser Position als Antwort. Er versucht mit dieser Methode etwas über eigene oder „fremde“ Verhaltensweisen, über künftige Bestimmungen und Möglichkeiten zu erfahren.
Die Bibliomantie war bereits in der Antike bekannt. Oft wurden dafür Texte von Homer und Vergil benutzt. Im Lateinischen sprach man von sortes homericae bzw. sortes vergilianae. Mit dem Aufkommen des Christentums lebten diese Weissagungspraktiken auf Basis der Bibel (sortes Sanctorum) fort. Dies ist sowohl für den Kirchenvater Augustinus als auch für Franz von Assisi überliefert. Auf der Synode von Vannes im Jahr 465 wurden solche Praktiken untersagt und mit Exkommunikation bedroht. Dieses Verbot wurde auch in zahlreichen späteren Konzilien übernommen.
Wieder angeregt u. a. durch Nikolaus Graf von Zinzendorf, war auch im 19. Jahrhundert die Bibliomantie in vielen Schichten verbreitet. Man bezeichnete sie auch als Däumeln, weil die Seiten mit dem Daumen schnell durchgeblättert wurden und man dann eine zufällige Seite aufschlug.